# ولگرد (فیلم ۱۹۱۵)
ولگرد (به انگلیسی: The Tramp) فیلمی کوتاه و صامت، به کارگردانی و بازی چارلی چاپلین و محصول شرکت میوچوال در سال ۱۹۱۵ است. فیلم به علت نوآوری در پرداخت داستان اثری کلیدی در کارنامه چاپلین به شمار می‌آید.

## خلاصه داستان
چارلی دختری را که در بند کولی‌ها افتاده است نجات داده و سردسته آن‌ها (کمبل) را گوشمالی می‌دهد؛ ولی دختر به نقاش جوانی دل می‌بندد.